# Myrmoteras

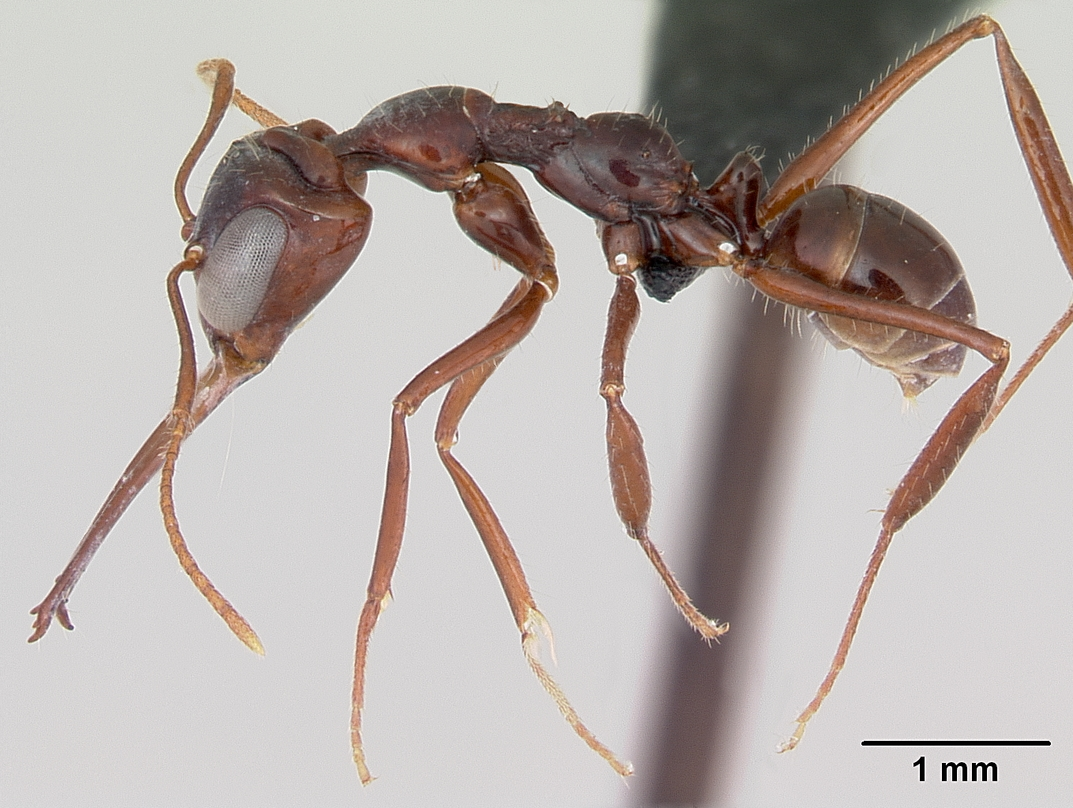
Муравей Myrmoteras iriodum

Myrmoteras Forel, 1893 — род муравьёв (Formicidae) из подсемейства Формицины.

## Распространение
Юго-восточная Азия.

## Описание
Среднего размера муравьи (длина около 4-8 мм), гнездящиеся в почве. Усики 12-члениковые (у самцов 13). Число члеников щупиков варьирует: 3—6 (максиллярные), 2—4 (лабиальные). Обладают крупными глазами и длинными узкими мандибулами как у муравьёв рода Myrmecia. Эти жвалы открываются на 270° и защёлкиваются словно капканы, также как и у муравьёв родов Anochetus, Odontomachus, Strumigenys. Защёлкивание жвал Myrmoteras отличается от других родов и, вероятно, этот механизм образован совместным сокращением открывающей и замыкающей мышц мандибулы. Кутикула заднего края головы служит пружиной и перед ударом деформируется примерно на 6%. Мандибулы, вероятно, не фиксируются подгруппой более близких мышечных волокон с особенно короткими саркомерами. Эти быстрые волокна контролируются двумя крупными мотонейронами, дендриты которых перекрываются с окончаниями крупных чувствительных нейронов, происходящих из триггерных волосков губы. При стимуляции триггерных волосков нижние челюсти закрываются всего за 0,5  мс и с максимальной скоростью, сравнимой с другими муравьями-ловушками, но с гораздо более медленным ускорением. Расчётная выходная мощность удара жвал (21 кВт кг−1) подтверждает, что мощность челюстей Myrmoteras действительно увеличена. Однако выходная мощность челюстей Myrmoteras значительно ниже, чем у отдалённо родственных муравьев-ловушек.
Своими огромными глазами напоминает муравьёв родов Santschiella и Gigantiops.

## Систематика
Около 35 видов. Относится к трибе Myrmoteratini Emery, 1895 (Myrmoteranini). В 2011—2013 гг было описано несколько новых видов.
- Myrmoteras arcoelinae Agosti, 1992
- Myrmoteras bakeri Wheeler, 1919
- Myrmoteras barbouri Creighton, 1930
- Myrmoteras baslerorum Agosti, 1992
- Myrmoteras binghami Forel, 1893 typus
- Myrmoteras brachygnathum Moffett, 1985
- Myrmoteras brigitteae Agosti, 1992
- Myrmoteras ceylonica Gregg, 1957
- Myrmoteras chondrogastrum Moffett, 1985
- Myrmoteras concolor Bui, Eguchi & Yamane, 2013[3]
- Myrmoteras cuneonodum Xu, 1998
- Myrmoteras danieli Agosti, 1992
- Myrmoteras diastematum Moffett, 1985
- Myrmoteras donisthorpei Wheeler, 1916
- Myrmoteras elfeorum Agosti, 1992
- Myrmoteras estrudae Agosti, 1992
- Myrmoteras indicum Moffett, 1985
- Myrmoteras insulcatum Moffett, 1985
- Myrmoteras iriodum Moffett, 1985
- Myrmoteras ivani Agosti, 1992
- Myrmoteras jacquelinae Agosti, 1992
- Myrmoteras jaitrongi Bui, Eguchi & Yamane, 2013[3]
- Myrmoteras karnyi Gregg, 1954
- Myrmoteras marianneae Agosti, 1992
- Myrmoteras maudeae Agosti, 1992
- Myrmoteras mjoebergi Wheeler, 1930
- Myrmoteras morowali Moffett, 1985
- Myrmoteras namphuong Bui, Eguchi & Yamane, 2013[3]
- Myrmoteras nicoletteae Agosti, 1992
- Myrmoteras opalinum Bui, Eguchi & Yamane, 2013[3]
- Myrmoteras scabrum Moffett, 1985
- Myrmoteras susanneae Agosti, 1992
- Myrmoteras tomimasai Bui, Eguchi & Yamane, 2013[3]
- Myrmoteras tonboli Agosti, 1992
- Myrmoteras toro Moffett, 1985
- Myrmoteras williamsi Wheeler, 1919
- Myrmoteras wolasi Moffett, 1985
- Другие виды